# Luc Tuymans
Luc Tuymans (Mortsel, 1958) is een Belgisch kunstschilder. Hij werkt in Antwerpen en is gehuwd met Carla Arocha, een kunstenares uit Venezuela. Tuymans is een belangrijk figuur in de generatie van Europese figuratieve schilders die roem verwierven op een moment dat velen geloofden dat een aloud medium zoals schilderkunst niet langer relevant was vanwege het nieuwe digitale tijdperk.

## Situering
Tuymans is bekend van zijn schilderijen die onze relatie met de geschiedenis verkennen en ons confronteren met ons vermogen om deze blijkbaar te negeren. Veel van Tuymans' werk gaat over morele complexiteit, meer bepaald het naast elkaar bestaan van ‘goed’ en ‘kwaad’. Zijn onderwerpen variëren van grote historische gebeurtenissen zoals de Wereldoorlog II en de Holocaust tot het schijnbaar onbelangrijke of banale, zoals bijvoorbeeld behangpapier, kerstdecoratie of alledaagse voorwerpen.
De figuratieve schilderijen van de kunstenaar bevatten weinig kleur en worden gemaakt met snelle penseeltrekken met natte verf. Tuymans laat zich inspireren door foto’s en filmbeelden die hij haalt uit de media maar ook door zijn eigen foto’s en tekeningen. Hij maakt gebruik van fotografische methodes zoals afsnijding, kadrering, sequentiebepaling en extreme close-up. Zijn werken zijn vaak met opzet onscherp; het wazige effect wordt doelbewust gecreëerd met verfstrepen, het is niet het resultaat van een zogenaamde wegveegtechniek.
Vormelijke en conceptuele tegenstellingen zijn terugkerende elementen in het werk van Tuymans, die daarover zegt: ‘Hoewel het bederf te zien moet zijn in de manier waarop het schilderij wordt gemaakt, schept het maken ervan ook plezier, een soort streling van het doek’. Dit commentaar verwoordt hoe Tuymans semantisch vorm geeft aan de filosofische inhoud van zijn werk. Zijn vaak allegorische titels voegen aan zijn werk nog een laag beeldspraak toe, een laag die verder gaat dan het zichtbare. Het schilderij Gaskamer (1986) illustreert dit gebruik van titels om in het hoofd van de kijker associaties op te roepen. Betekenis is iets wat in zijn werk nooit vaststaat; zijn schilderijen zetten aan tot nadenken. Een kenmerk van Tuymans' werk dat daarmee samenhangt, is dat hij vaak in reeksen werkt, een methode waarbij een beeld een ander beeld opwekt en waardoor beelden tot in het oneindige geformuleerd en geherformuleerd kunnen worden. Beelden worden herhaaldelijk geanalyseerd en gefilterd, en de kunstenaar maakt een groot aantal tekeningen, fotokopieën en aquarellen als voorbereiding voor zijn olieverfschilderijen. Elk schilderij wordt echter uiteindelijk in één dag afgewerkt.

## Eerste levensjaren

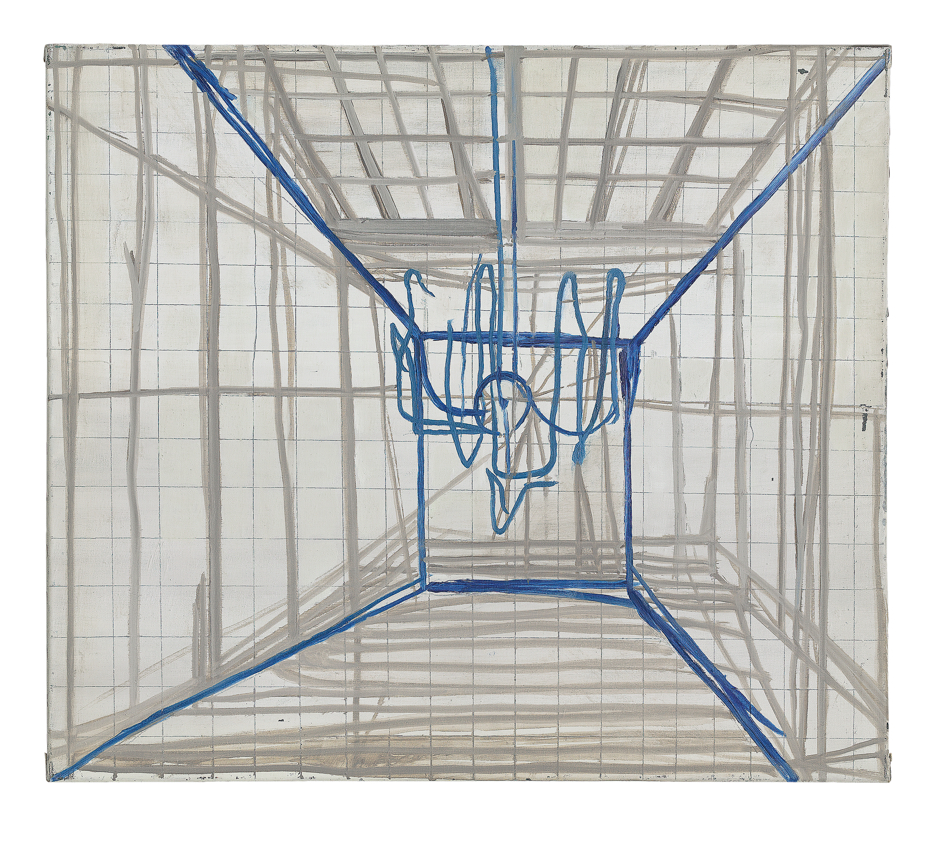
Luc Tuymans: Antichambre, 1985.
Olieverf op doek, 69,9 × 80,1 cm. Collectie Museum van Hedendaagse Kunst Antwerpen.

Luc Tuymans werd geboren op 14 juni 1958 in Mortsel, vlak bij Antwerpen, uit een Vlaamse vader en een Nederlandse moeder. Tijdens Wereldoorlog II sloot de familie van zijn moeder zich bij het Nederlandse Verzet aan en verborg vluchtelingen, terwijl sommige leden van zijn vaders familie naar verluidt met de nazi-ideologie sympathiseerden. Deze kwestie dook geregeld op in familiegesprekken en gaf aanleiding tot morele vragen en schuldgevoelens. Het onderwerp werd een bron van fascinatie en angst, en speelde later een belangrijke rol in Tuymans' schilderijen.
Dat Tuymans interesse had voor kunst, werd al op jonge leeftijd duidelijk, en zijn talent werd voor het eerst erkend tijdens een zomervakantie in Zundert, waar hij een tekenwedstrijd won. Later zei hij dat deze gebeurtenis hem een idee gaf welke weg hij moest volgen. Toen hij acht of negen was, nam zijn oom hem mee naar het Gemeentemuseum in Den Haag, waar hij een schilderij van Mondriaan zag. In een gesprek geruime tijd later legde hij uit: 'Naar dat abstracte schilderij kijken was mijn eerste kunstervaring… Ik voelde er de magie van kunst in... Ik begreep wel de monumentaliteit van dat werk.'

## Opleiding
Zijn kunststudies begon Tuymans toen hij 18 was, aan het Sint-Lukasinstituut in Brussel (1976-1979). In deze periode reisde hij naar Boedapest, waar hij in het Museum voor Schone Kunsten de schilderijen van El Greco zag. In een interview in 2020 legde Tuymans uit dat deze schilderijen een shock voor hem waren en dat El Greco hem ook vandaag nog blijft fascineren. Hij vervolgde zijn studies aan de École nationale supérieure des arts visuels de La Cambre in Brussel (1979-1980) en trok daarna naar de Koninklijke Academie voor Schone Kunsten in Antwerpen (1980–1982), waar hij schilderen inruilde voor film maken. Na zijn kunststudies schreef Tuymans zich aan de Vrije Universiteit Brussel in voor een academische graad in Kunstgeschiedenis (1982-1986).

## Werk (schilderijen)

### Vroege werken, 1972-1994

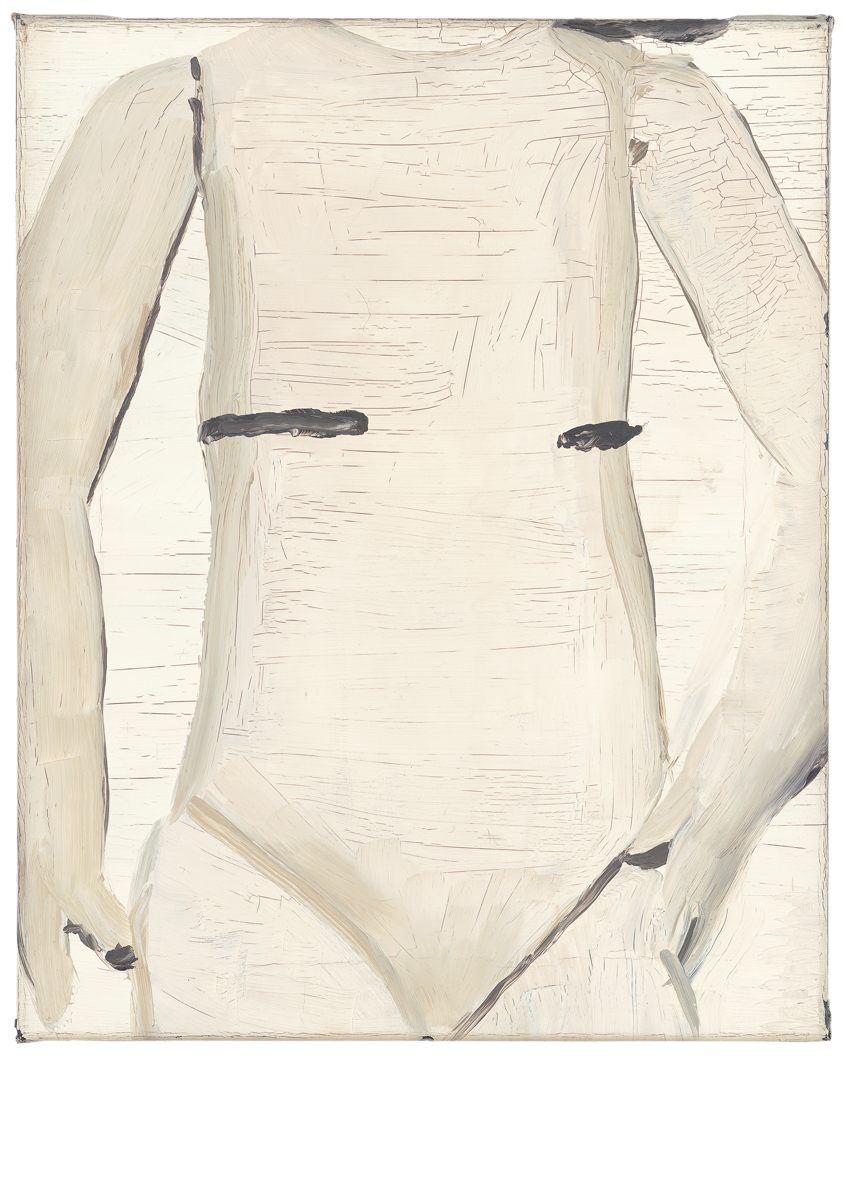
Luc Tuymans: Body, 1990.
Olieverf op doek, 48,5 × 38,5 cm. Verzameling S.M.A.K. Stedelijk Museum voor Actuele Kunst, Ghent

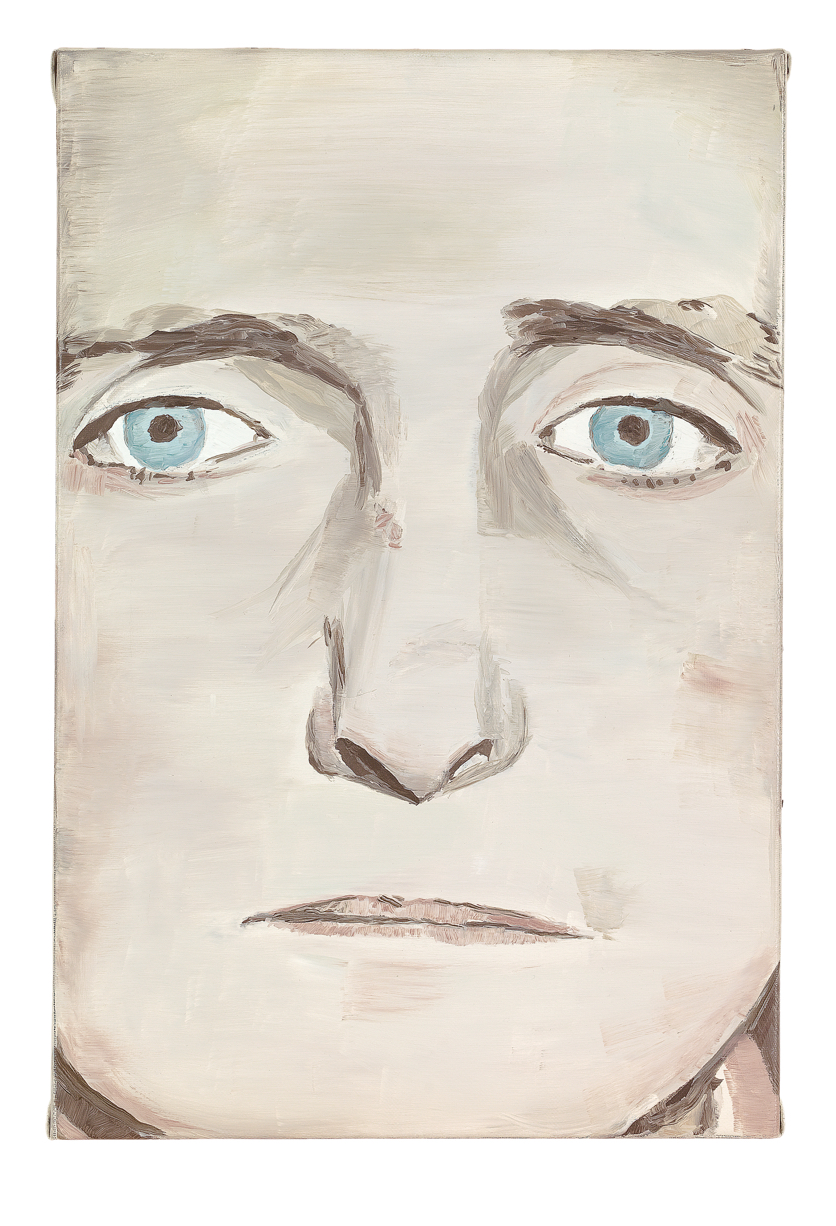
Luc Tuymans: Der diagnostische Blick IV, 1992.
Olieverf op doek, 57 × 38,2 cm. Private collectie, permanente bruikleen afgestaan aan het Museum De Pont, Tilburg.

Tijdens de cruciale eerste fase van Tuymans' artistieke ontwikkeling evolueerde zijn schildermethode snel. Volgens de catalogue raisonné maakte hij in deze periode bijna 200 schilderijen op doek of op hout.
Zijn eerste bekende schilderij dateert uit 1972 en het eerste schilderij dat publiek werd tentoongesteld, maakte hij in 1977 en kreeg de titel Self-Portrait. Hij was op dat moment student, nam met het werk deel aan de jaarlijkse Nationale wedstrijd (‘Lijn-Kleur-Vlak’) van het Gemeentekrediet van België (het huidige Belfius) en won de eerste prijs.
In 1979-1980 werkte Tuymans met Marc Schepers samen aan twee lokale projecten onder de titel Morguen. Aan families in een Antwerpse buurt vroegen ze historische familiefoto’s, die de kunstenaars op hun beurt aanvulden met eigen documentatie van die wijk. Het jaar daarop publiceerden ze het project in het Tijdschrift voor levende Volkskunst, in de vorm van een dagboek, naar het voorbeeld van het historische tijdschrift Volksfoto. Zes maanden later zetten ze een tweede fotoproject op poten. Dit keer concentreerden ze zich op de arbeiderswijk rond de Sint-Andrieskerk in Antwerpen.
Tussen 1980 en 1985 stopte Tuymans met schilderen en ging hij experimenteren met film. Zo maakte hij onder andere Feu d’artifice en maakte hij plannen voor een semi-documentaire langspeelfilm, maar die is nooit gerealiseerd. Sommige van zijn gefilmde fragmenten zullen later wel dienen als inspiratie voor schilderijen.
Toen Tuymans in 1985 opnieuw begon te schilderen, veranderde hij zijn techniek en sindsdien heeft hij nooit meer langer dan één dag aan een schilderij gewerkt. 1978 focust Tuymans zich met zijn schilderijen op de Europese nagedachtenis van Wereldoorlog II, waarmee hij ingaat tegen de beroemde vraag van Adorno over de onmogelijkheid van kunst na de Holocaust en de ineenstorting van elke coherente traditie in het schilderen. Een van zijn werken uit deze periode is een klein schilderij uit 1986 van de gaskamer in Dachau, getiteld Gaskamer. Het uitgangspunt voor dit schilderij was een aquarel die hij ter plaatse had gemaakt. Zoals J.S. Marcus van The Wall Street Journal schreef, heeft dit schilderij 'de manier van schilderen vereenvoudigd… het perspectief afgeplat, de kleur en de richting van de compositie verzacht… Om het schilderij te redden doet hij het bijna verdwijnen.' Andere schilderijen die uit deze periode dateren, zijn het vierluik Die Zeit uit 1988, waarin hij een portret van nazikopstuk Reinhard Heydrich combineert met twee spinazie-tabletten en een stadsgezicht, en het schilderij Die Wiedergutmachung uit 1989, dat de ogen afbeeldt van zigeunerkinderen waarop de nazi’s experimenten hadden uitgevoerd.
Eind jaren 70 begint Tuymans ook portretten van zichzelf te schilderen, net als denkbeeldige portretten, anonieme personen en historische en publieke figuren. Op het eerste gezicht lijken de meeste van deze afbeeldingen traditionele portretten; de benadering is emotieloos en niet psychologisch. Zijn portretten nemen alle persoonlijkheid weg, waardoor het lichaam gaat lijken op een lege huls en het gezicht op een masker. Een ander voorbeeld van deze figuratieve portretten is Der diagnostische Blick, een reeks van tien schilderijen uit 1992, gebaseerd op klinische afbeeldingen van lichamen en lichaamsdelen die hij vond in een handboek geneeskunde over lichamelijke aandoeningen.
Zoals Meyer-Hermann in de catalogue raisonné schreef, verduidelijkte de kunstenaar zijn theoretische aanpak voor het eerst in een voorstel voor een groepstentoonstelling – die uiteindelijk niet is doorgegaan – met de titel Virus of the Vanities. Daarin definieert hij sleutelbegrippen en ontwikkelt hij een dialectiek tussen het 'virus' als vertegenwoordiger van de 'cultus' en 'ijdelheid' als een projectie van 'cultuur'. Hij plaatst ook het ‘anekdotische’ (zoals in een portret of een stilleven) tegenover het 'symbolische' (zoals in voorstellingen van de tijd of de dood). Om zijn ideeën kracht bij te zetten verwijst Tuymans naar negen van zijn schilderijen uit de periode 1978-1990.
Het jaar 1992 betekende de internationale doorbraak voor de carrière van Tuymans. Verschillende solotentoonstellingen van zijn werk (in Kunsthalle Bern bijvoorbeeld) en zijn deelname aan documenta IX te Kassel, met Jan Hoet als curator, vergroten zijn internationale faam.
Tuymans' eerste tentoonstelling in Noord-Amerika, Superstition, vond in 1994 plaats in de David Zwirner Gallery (grotere of andere tentoonstelling met dezelfde titel later was ze ook te zien in de Art Gallery of York University in Toronto, The Renaissance Society van de University of Chicago en het Londense ICA Institute of Contemporary Arts). De tentoonstelling weerspiegelde het scepticisme van de mensheid en de spirituele onverschilligheid die blijken uit onze houding tegenover recente historische gebeurtenissen.

### 1995-2006

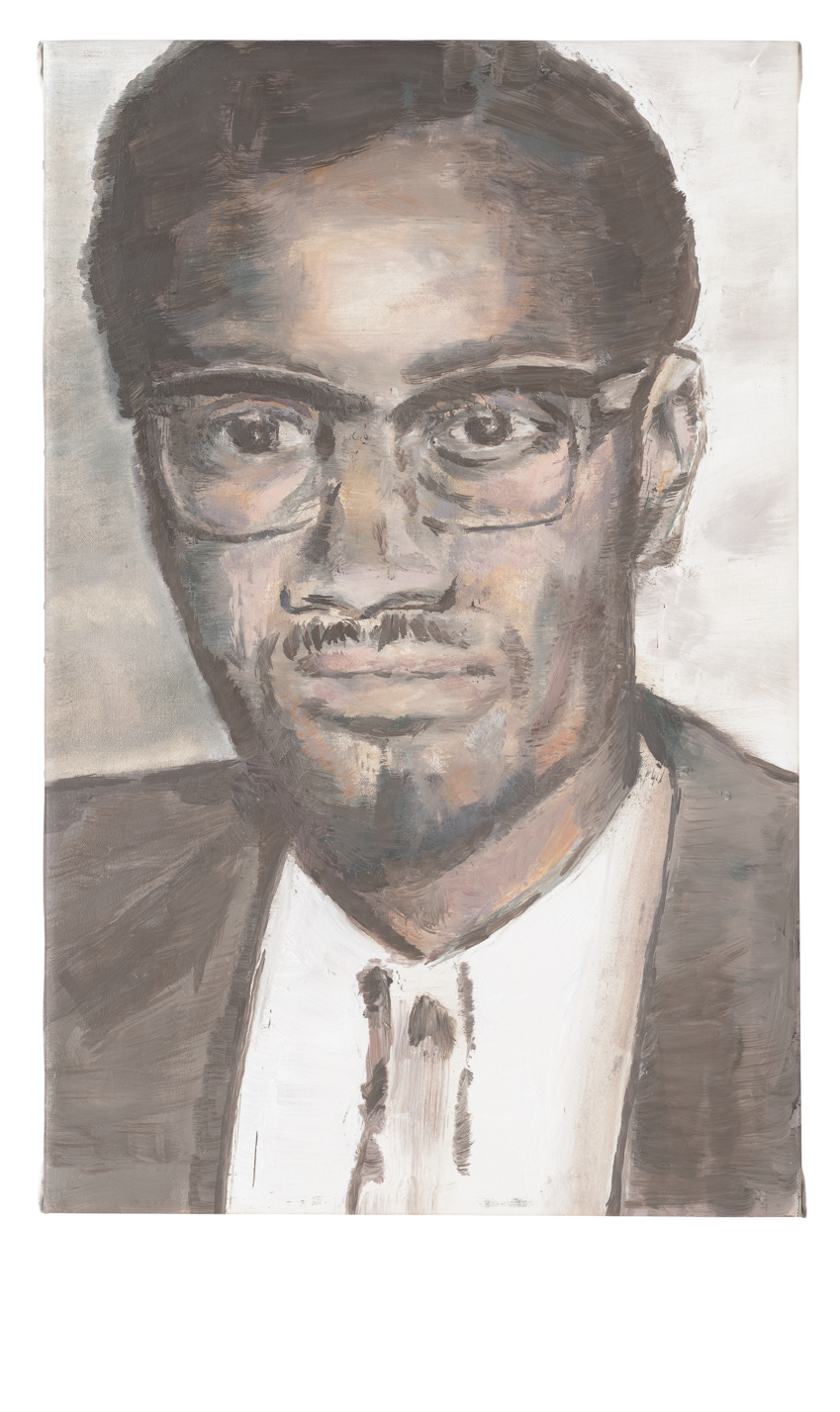
Luc Tuymans, Lumumba, 2000.
Olieverf op doek, 62 × 46 cm. Collectie MOMA Museum of Modern Art, New York.

Sinds 1995 verwierf Tuymans almaar meer internationale roem. Hij nam deel aan meer dan 140 groepstentoonstellingen en verzorgde 47 solotentoonstellingen in Europa, Noord-Amerika en Azië. Tussen 1995 en 2006 maakte hij 198 werken die hij klasseerde als schilderijen, verschillende muurschilderingen en wandtapijten.
De eerste tentoonstelling in de Verenigde Staten vond plaats in 1995 in "The Renaissance Society" in Chicago.
Zijn tentoonstelling Heimat, die in 1995 plaatsvond in de Antwerpse kunstgalerie Zeno X en het Musée des Beaux Arts in Nantes, vormde een reactie op de politieke gebeurtenissen in Vlaanderen en nam het Vlaams-nationalisme op de korrel. Tentoongestelde werken, allemaal in 1995 geschilderd, waren onder andere The Flag, A Flemish Village, het Vlaamse monument IJzertoren, een portret van de Vlaamse schrijver Ernest Claes, getiteld A Flemish Intellectual, en Home Sweet Home. Verschillende schilderijen van de tentoonstelling Heimat waren het jaar daarop (1996-1997) te zien in de tentoonstelling Face à l‘histoire in het Centre Georges Pompidou in Parijs. Deze expo was gewijd aan het antwoord van moderne kunstenaars op grote historische en politieke gebeurtenissen van de afgelopen zestig jaar. In een interview met De Witte Raaf in 2014 over de Heimat-reeks geeft Tuymans uiting aan zijn afkeer van de separatistische, extreemrechtse Vlaamse politieke partij het Vlaams Blok (nvdr het huidige Vlaams Belang), die in 1994 in Antwerpen zijn beste verkiezingsresultaat ooit had behaald. Daarover zei hij: 'Ik schaamde me dat ik van Antwerpen was!’
Tuymans' tentoonstelling Heritage, die in 1996 in de David Zwirner Gallery plaatshad, bestond uit tien nieuwe schilderijen met dezelfde titel, allemaal geïnspireerd op de stemming die er in de VS heerste na de bomaanslag in Oklahoma City. De reeks bestaat uit normale, bijna stereotiepe Amerikaanse beelden: een schilderij van twee honkbal-petten (Heritage I), Mount Rushmore (Heritage VII), een werkende man (Heritage VIII), een portret en een verjaardagstaart (Heritage IX). In de reeks zit ook een portret van Joseph Milteer, een rijk lid van de Ku Klux Klan (Heritage VI).
In 2000 trok Tuymans de aandacht met zijn reeks politieke schilderijen Mwana Kitoko (Mooie blanke jongen), geïnspireerd op het staatsbezoek van koning Boudewijn aan Congo in de jaren 50. Deze werken werden in 2000 tentoongesteld in de David Zwirner Gallery en het jaar daarop in het Belgische paviljoen van de Biënnale van Venetië.
Toen Documenta 11 in 2002 focuste op kunstwerken met een politieke of sociale boodschap, verwachtten velen dat Tuymans nieuw werk zou voorstellen dat tot stand was gekomen als reactie op de aanslagen van 9/11 in New York. In plaats daarvan leverde hij een stilleven, uitgevoerd op een gigantisch formaat. Hij negeerde hiermee met opzet elke verwijzing naar wereldgebeurtenissen, wat uiteraard enkele negatieve kritieken uitlokte. Maar Tuymans legde zijn beslissing uit als een strategie van opzettelijke ‘sublimering’: 'In Still-Life wordt het idee van banaliteit enorm uitvergroot, het wordt opgeblazen tot in het onmogelijke extreme. Eigenlijk is het niet meer dan een beeld, bijna een schilderij louter in je hoofd, het is eerder een lichtprojectie. De aanslagen waren ook een aanval op de esthetica. Zo kwam ik op het idee om te reageren met een soort van anti-beeld, een idylle, zij het dan een intrinsiek verwrongen idylle.'
In de zomer van 2004 kreeg Tuymans als eerste levende Belgische kunstenaar een tentoonstelling in de Tate Modern en in 2006 wijdde het Museu Serralves in Porto een grote solotentoonstelling aan het werk van Tuymans.

### Vanaf 2007

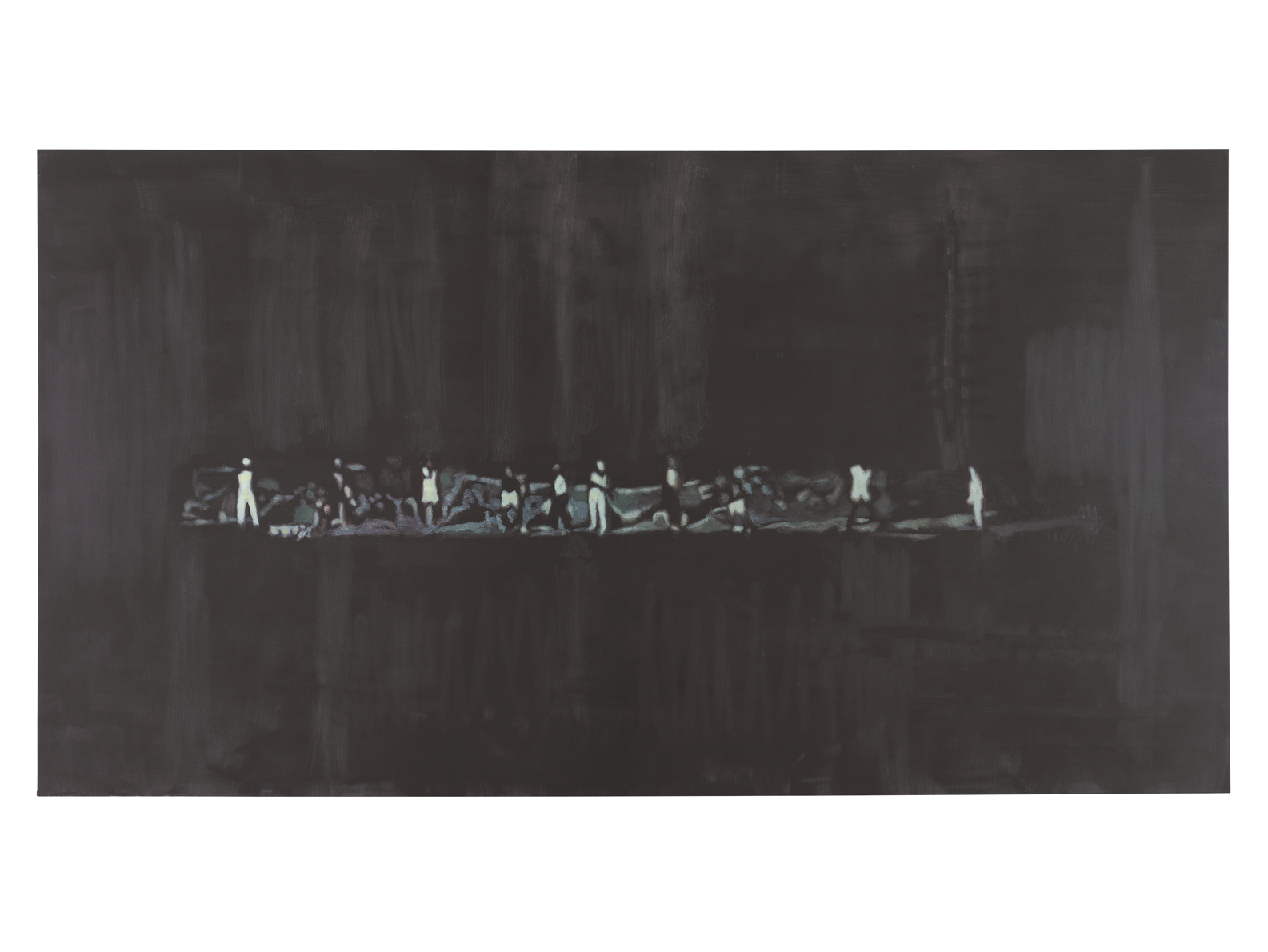
Luc Tuymans, The Shore, 2014.
Olieverf op doek, 194,2 × 353,7 cm. Collectie Tate Modern, London. Voorgesteld door de kunstenaar en David Zwirner in 2016.

Sinds 2007 nam Tuymans deel aan meer dan 200 groepstentoonstellingen en verzorgde hij meer dan 30 solotentoonstellingen in Europa, Noord-Amerika en Azië. In deze periode (2007-2019) maakte hij 180 werken die hij klasseerde als schilderijen, en ook verschillende muurschilderingen en wandtapijten.
Onder de titel Les revenants presenteert Tuymans in 2007 in de galerie Zeno X een reeks nieuwe werken over de Jezuïeten wier geestelijke macht Tuymans fascineert. Nog in hetzelfde jaar was er de overzichtstentoonstelling Luc Tuymans: Wenn der Frühling kommt in de Műcsarnok Kunsthalle in Boedapest (2007-2008). Deze solotentoonstelling reisde naar het Haus der Kunst in München en, onder de titel Come and See, naar de Zachęta National Gallery of Art in Warschau. Elk museum stelde een andere reeks schilderijen tentoon.
In 2008 maakte Tuymans een reeks werken die de 'Disneyficatie' van de consumptiemaatschappij onderzoeken. Deze reeks werd onder de titel The Management of Magic tentoongesteld in de David Zwirner Gallery. Later werd deze onder een andere titel ("Luc Tuymans") gepresenteerd in verschillende musea in Noord-Amerika: het Wexner Center for the Arts van de Ohio State University in Columbus (2009), het SFMOMA, San Francisco Museum of Modern Art (2009-2010), het DMA, Dallas Museum of Art (2010) en het MCA, Museum of Contemporary Art in Chicago (2010-2011). Daarna verhuisde ze naar haar laatste halte: BOZAR, Paleis voor Schone Kunsten in Brussel (2011), België.
In 2012 werd de Tuymans door de Poolse kunstenaar Mirosław Bałka uitgenodigd deel te nemen aan een project in Otwock, de stad waar Bałka was opgegroeid. De bedoeling van het project was de geschiedenis van de stad interpreteren aan de hand van kunstwerken die verspreid waren over meer dan twintig locaties. Tuymans maakte het schilderij Die Nacht (2012), dat refereert aan de epische filminstallatie van Hans-Jürgen Syberberg uit 1985 over de Duitse geschiedenis. Tijdens het tweede seizoen in 2012 hing dit schilderij in de kinderkamer van Bałka. Tuymans installeerde ook honderden zwarte ballonnen in de ruïnes van Zofiówka, een voormalig ziekenhuis voor mensen met psychische problemen. In 1940 maakte het gebouw deel uit van het Otwock-ghetto en in 1942, tijdens de nazibezetting van Polen, stierven de bewoners de hongerdood, werden ze doodgeschoten of werden ze naar het concentratiekamp Treblinka gestuurd.
Voor zijn grote overzichtstentoonstelling Intolerance, die in 2015-2016 door de QM Gallery Al Riwaq in Doha op touw werd gezet, maakte Tuymans nieuw werk onder de titel The Arena I-VI. Deze schilderijen beelden geweld in 1942 uit. 'Door de visuele overeenkomsten met El 3 de mayo en Madrid (1808) (De derde mei in Madrid) van Francisco Goya uit 1814 suggereert Tuymans met zijn sterke belichting van centrale figuren, omringd door een zwartgemaakt, onverzorgd vignet, een diaspora, een revolutie of een onrustige, statische menigte. Er is een gevoel van opgekropte agressie die onder het oppervlak van de etnisch ambiguë en androgyne vormen schuilt.'

#### A Belgian politicianen plagiaat
Op 12 augustus 2014 begon een proces wegens plagiaat door de kunstenaar. De Standaard-fotografe Katrijn Van Giel stelde dat Tuymans een foto van haar hand van de LDD-politicus Jean-Marie Dedecker aanwendde voor het schilderij A Belgian politician van 2011, nu eigendom van Eric Lefkofsky. De aanleggende partij startte de auteursrechtelijke stakingsvordering voor de burgerlijke rechtbank van eerste aanleg in Antwerpen. Op 20 januari 2015 werd Tuymans door een Belgische burgerlijke rechtbank schuldig bevonden aan plagiaat. Tuymans ging tegen de uitspraak in beroep; hij beweerde dat het portret een parodie was – een kritiek op het Belgische conservatisme. In oktober 2015 bereikten hij en Van Giel onderling een minnelijke schikking, zonder tussenkomst van het gerecht. De Britse krant The Guardian neemt het in deze op voor de kunstenaar Tuymans. De krant stelt dat hij nooit een fotorealistische weergave van het origineel maakt maar dat zijn werk getuigt van een carrièrelange bevraging van alle beelden. Volgend op de tumult rond het proces en de veroordeling kwam een brede discussie over plagiaat op gang. Die mondde uit in een tentoonstelling met als centrale vraag 'wat is plagiaat?'. Zo'n 125 kunstenaars gaven elk hun interpretatie rond het thema. Vooral het geplaagde werk A Belgian politician werd veelvuldig herwerkt door andere kunstenaars die er elk hun eigen accenten aan gaven. Begin september 2015 troffen de fotografe en de schilder een minnelijke schikking. Men noemde geen bedrag.

## Andere werken

### Werken op papier
Tekenen maakt al integraal deel uit van Tuymans' kunstbeoefening. Schetsen, aquarellen en andere kleinschalige werken vormen de basis van zijn oeuvre: ze zijn voor hem een manier om over een idee door te denken. In deze voorbereidende stukken zijn belangrijke kenmerken terug te vinden van Tuymans' benadering van kunst. Zo kiest hij vrijwillig voor materialen van lage kwaliteit en verwerkt hij gevonden elementen in zijn stukken. Deze werken zijn zowel visuele voorbereidingen voor latere schilderijen als veruitwendigingen van denkprocessen. Zoals Tuymans in 1997 in een interview met Josef Helfenstein zei: 'Tekenen is vooral belangrijk omdat ik zo mentaal betrokken raak bij het werk en de afbeelding. Wat voor mij belangrijk is, is het idee te denken terwijl ik teken, vooral bij kleine tekeningen. Het helpt om alles onder controle te hebben'. Op een ander moment in het interview legt Tuymans uit dat hij meestal uit zijn geheugen tekent en dat hij het beter vindt niet meteen te beginnen tekenen als hij iets ziet, maar hij tekent ‘op basis van een fragmentarisch geheugen’. Later in het interview uit 1997 met Helfenstein gaat hij er uitvoeriger op in wanneer hij beschrijft dat hij meestal iets tekent nadat hij het heeft gezien, 'op basis van een fragmentarisch geheugen'. Elke tekening is meer dan een visueel document: ze maakt deel uit van een ruimer denkproces. De eerste uitgebreide verzameling van Tuymans' tekeningen en andere werken op papier uit de periode 1975-1996 was te zien in een tentoonstelling die achtereenvolgens reisde naar de Kunsthalle Bern in Bern, het Berkeley Art Museum in Berkeley, en het CAPC Musée d'art contemporain in Bordeaux (in 1997-1998).

### Muurschilderingen
Sinds het midden van de jaren 90 heeft Tuymans ongeveer 50 muurschilderingen gemaakt in functie van een specifieke locatie, vijf permanente en de rest tijdelijke. In tegenstelling tot de permanente muurschilderingen zijn Tuymans’ andere fresco’s tijdelijke installaties gemaakt voor tentoonstellingen. Zijn techniek bestaat erin hetzij acrylverf hetzij muurverf direct op het bestaande muuroppervlak aan te brengen. Een zeldzame keer maakt hij ook muurschilderingen van textiel. Deze zijn gebaseerd op tekeningen die worden ingescand en mechanisch geproduceerd. De muurschilderingen staan altijd in verband met de 'onbewerkte ruimte' en geven de kunstenaar, zoals hij in een interview vertelde, een vrijer gevoel: 'Als ik op een muur werk, voel ik me veel vrijer dan op doek.'
Tuymans maakte zijn eerste permanente muurschildering in 1995, in Café Alberto in Antwerpen. Het gaat om een grotere versie van het schilderij Superstition. In 2007 schilderde Tuymans op het plafond van de balzaal van het voormalige Ringtheater een permanente muurschildering gebaseerd op Bloodstains (1993). Datzelfde jaar werd het gebouw overgenomen door Troubleyn/Laboratorium, het performance-gezelschap geleid door de Belgische toneelschrijver en kunstenaar Jan Fabre. In februari 2012 gebruikte Tuymans het thema van Angel voor een permanente muurschildering in het Concertgebouw in Brugge, in de foyer ter hoogte van het tweede balkon.
Bij de lancering van de cultuurwebsite klara.be maakte Tuymans medio april 2008 in de Beddenstraat te Antwerpen een tijdelijke muurschildering. De kunstenaar gebruikte daarvoor een werk uit de reeks Exhibit, waarop copulerende apen afgebeeld zijn. Bij wijze van experiment filmde een verborgen camera de voorbijgangers. Van de bijna drieduizend passanten sloeg maar vier procent acht op de muurschildering. De reactie van de kunstenaar: 'Kunst is het doorgeven van ideeën, al is het maar voor een paar seconden'.
In 2013 bracht Tuymans in de Staatsschauspiel Dresden twee permanente muurschilderingen aan op de hoofdtrappen van het gebouw in de Theaterstrasse, gebaseerd op de schilderijen Peaches (2012) en Technicolor (2012). Arena (2017) is de meest recente muurschildering die de kunstenaar heeft gemaakt, voor het Museum voor Schone Kunsten in Gent. Dit werk is een fresco dat uit drie delen bestaat en zich op het einde van een afgeronde museumzaal bevindt.

### Mozaïeken
Het eerste mozaïek dat Tuymans maakte, was Dead Skull, 2010, in opdracht van het MAS, Museum aan de Stroom, als permanente installatie op het museumplein op de Hanzestedenplaats in Antwerpen. Het is een stenen mozaïek van 40 m2 die doet denken aan Tuymans' schilderij met dezelfde naam dat hij in 2002 maakte en dat op zijn beurt verwijst naar een gedenkplaat opgedragen aan de 16de-eeuwse Antwerpse schilder Quinten Metsys, die terug te vinden is op de gevel van de Onze-Lieve-Vrouwekathedraal in Antwerpen. Het schilderij werd eerst omgevormd tot een rooster van 488 bij 488 pixels. Op basis daarvan werd met een speciaal ontworpen digitale-omzettingstechniek een mozaïek gemaakt met 96.569 stenen van 11 verschillende kleuren. De installatie begon in de winter van 2009 en was klaar in de zomer van 2010. Wanneer je op de benedenverdieping naar Dead Skull kijkt, kun je er amper iets in herkennen, maar hoe hoger je gaat in het MAS, hoe duidelijker de schedel zichtbaar wordt.
In 2019 maakte Tuymans zijn tweede mozaïek, Schwarzheide, voor zijn tentoonstelling La Pelle in het Palazzo Grassi in Venetië. Dit werk werd uitgevoerd door Fantini Mosaici uit Milaan en is gebaseerd op Tuymans' gelijknamige olieverf op doek uit 1989 van een Duits kamp met dwangarbeiders. Het volledige beeld kon je alleen zien vanaf de balustrades die uitkijken op het atrium van het Palazzo Grassi. Vanwege de overstromingen die Venetië in februari 2020 teisterden, werd het mozaïek weggehaald.

### Grafische werken
Vanaf eind jaren 80 begon Tuymans te experimenteren met drukwerk. Zo bouwde hij een grafisch oeuvre van een 90-tal werken op die, net als zijn schilderijen, de klemtoon leggen op het overbrengen en het vertalen van beeldmateriaal uit de massamedia. Hij werkt met verschillende drukmethodes: fotokopie, inkjet, offsetdruk, monoprint, zeefdruk, steendruk, etsen en zilvergelatinedruk, en gebruikt ongewone dragers, zoals behangpapier, veiligheidsglas en pvc. Net als bij zijn schilderijen lijken zijn gedrukte beelden vaak onduidelijk of afgezwakt. Vaak zijn ze gebaseerd op foto’s of stills uit een film die de kunstenaar fotografeert en opnieuw fotografeert tot veel van de oorspronkelijke details zijn verdwenen. Zo is de vier-kleurenets Isabel, Diorama, Scramble, Twenty Seventeen (2017) bijvoorbeeld gebaseerd op iPhone-foto’s die Tuymans tijdens het schilderen maakte. De beelden laten een vroeg, onafgewerkt stadium van het werk zien. De verftoetsen die Tuymans in de marge van het schilderij en aan de randen van het doek aanbracht, zijn mee opgenomen in het geëtste beeld.
De meeste van Tuymans’ prints zijn gemaakt in samenwerking met meester-drukker Roger Vandaele uit Antwerpen en Edition Copenhagen.

## Andere activiteiten

### Curatorschap
Tuymans is ook curator. De eerste tentoonstelling die hij samen met Narcisse Tordoir cureerde, was Trouble Spot: Painting in 1999 in het Museum van Hedendaagse Kunst Antwerpen en het NICC, Nieuw Internationaal Cultureel Centrum in Antwerpen. Deze expositie bevatte werken van ongeveer 50 kunstenaars, onder anderen Gerhard Richter, Ellsworth Kelly, Raoul De Keyser, Marlene Dumas en Andy Warhol. In een interview met Artzip legde Tuymans uit dat het idee achter de tentoonstelling was 'de grenzen van het schilderen te verkennen' en dat zijn aanpak als curator erin bestond 'het visuele voorrang te geven om tussen verschillende werken een dialoog tot stand te brengen'.
In 2002 was Tuymans curator van Kamers. een keuze van Luc Tuymans in Ruimte Morguen in Antwerpen. Het volgende curatorevenement vond plaats op 5 oktober 2006. Toen organiseerde Tuymans Sirene/Alarm, in samenwerking met tal van musea en culturele instellingen in België. Aan alle deelnemende musea werd gevraagd hun alarm om 15 uur te doen afgaan. Personeelsleden, kunstenaars, studenten en andere sympathisanten evacueerden de gebouwen gedurende 15 minuten. Het evenement was een pleidooi voor verdraagzaamheid, een statement tegen politiek extremisme, racisme en geweld. In 2007 cureerde Tuymans de tentoonstelling The Forbidden Empire: Visions of the World by Chinese and Flemish Artists in BOZAR, Paleis voor Schone Kunsten in Brussel. De co-curator was Yu Hui en de tentoonstelling reisde door naar het Paleismuseum in de Verboden Stad in Peking. De daaropvolgende tentoonstelling was Reconsidered. Luc Tuymans: Selected Works from the Städel Collection, een expo die Tuymans cureerde voor het Städel Museum in Frankfurt am Main in 2009.
Na de Chinees-Vlaamse tentoonstelling The Forbidden Empire cureerde Tuymans in 2010 The State of Things: Brussels/Beijing, een interculturele tentoonstelling die Belgische en Chinese kunst combineerde in BOZAR, Paleis voor Schone Kunsten in Brussel, en die nadien doorreisde naar Peking naar het NAMOC, Nationaal Kunstmuseum van China. In 2010 was de kunstenaar ook de bezieler van het Brugse stadsfestival 'Brugge Centraal' (als een vervolg op 'Corpus Brugge 05'); hij was daarmee de eerste artist in residence. De tentoonstelling 'Van Eyck tot Dürer' was de grote publiekstrekker.
Op de 54ste Internationale Biennale di Venezia in 2011 cureerde Tuymans op uitnodiging van Angel Vergara de tentoonstelling Angel Vergara: Feuilleton, in het Belgische paviljoen en organiseerde A Vision of Central Europe voor Brugge Centraal, het uitgangspunt voor deze tentoonstelling was het verschil tussen de steden Brugge en Warschau, zoals de kunstenaar vermelde in een interview "kwam de ene stad relatief ongeschonden uit Wereldoorlog II, de andere stad werd helemaal verwoest, en nadien weer zorgvuldig opgebouwd".
Twee jaar later cureerde Tuymans The Gap: Selected Abstract Art from Belgium in de Londense Parasol Unit Foundation for Contemporary Art en in 2013 werkte hij met Ulrich Bischoff samen aan de tentoonstelling Constable, Delacroix, Friedrich, Goya. A Shock to the Senses in het Albertinum in Dresden. Deze expo schetste de geschiedenis van de Europese schilderkunst van 1800 tot op heden en plaatste belangrijke werken uit de Europese romantiek naast latere, moderne en hedendaagse kunst. In 2016 cureerde hij de tentoonstelling 11 Artists Against the Wall op Leopoldplaats 5 in Antwerpen, als onderdeel van Born in Antwerp, en James Ensor by Luc Tuymans in de Royal Academy of Arts in Londen. De recentste tentoonstelling die Tuymans cureerde, was Sanguine/Bloedrood. Luc Tuymans on Baroque, die in 2018 van start ging in het Museum van Hedendaagse Kunst in Antwerpen en daarna doorreisde naar de Fondazione Prada in Milaan.

### Lesgeven en lezingen
Tuymans was ook op pedagogisch vlak actief. Zo was hij in 1994 gastdocent aan de Kunstakademie van Karlsruhe en later aan de Nederlandse Rijksakademie van beeldende kunsten, waar hij beginnende schilders zoals de Poolse kunstenares Paulina Olowska en de in Servië geboren kunstenaar Ivan Grubanov begeleidde en beïnvloedde. In 2008 aanvaardde Tuymans de leerstoel van de Stichting Max Beckmann in de Städelschule in Frankfurt, waarmee hij in de voetsporen trad van William Kentridge. In deze periode nam hij deel aan internationale symposia en conferenties en gaf hij interviews en lezingen over zijn werk en over schilderen in het algemeen voor tal van internationale universiteiten en musea.
In 1995 gaf hij een lezing over zijn werk aan de University of Chicago en nam hij deel aan een gesprek geleid door curator en schrijver Hamza Walker. In 2000 nam hij samen met Carel Blotkamp, Ferdinand van Dieten, Benoît Hermans, Frank Reijnders en Jeroen Stumpel deel aan het symposium The Persistence of Painting aan de Rijksakademie van beeldende kunsten in Amsterdam. Bij de sluiting van Tuymans' tentoonstelling Signal in het Hamburger Bahnhof in 2001 werd er een symposium georganiseerd onder de titel Gesichtsbilder met de kunstenaar Eugen Blume (directeur van het Hamburger Bahnhof), de kunsthistorica Anne-Marie Bonnet en Norbert Kampe (directeur van het herdenkings- en vormingscentrum van het Haus der Wannzee-Konferenz). Op verzoek van Tuymans werd het slotsymposium gehouden in de Villa Marlier (het Haus der Wannsee-Konferenz) in Berlijn. Deze vroegere villa van de Duitse zakenman Marlier werd van 1941 tot 1945 door de SS gebruikt als gastenverblijf en conferentiecentrum. Op deze plaats werd in 1942 beslist de Europese Joden te deporteren en te vermoorden.
Op het symposium Between Senses, Strukturen und Strategien del Malerei im 20. Jahrhundert, georganiseerd in 2002 naar aanleiding van de tentoonstelling Painting on the Move in de Fondation Beyeler in Bazel, nam Tuymans deel aan een panelgesprek over de betekenis van kunst in relatie tot de nieuwe media. Moderator was de kunsthistoricus Beat Wyss en aan het gesprek namen deel: de filosoof Hubert Damisch, de kunsthistorici Yve-Alain Bois, Bruno Haas en Denys Zacharopoulos, en de kunstenaar en kunsthistoricus Hans-Dieter Huber.
In 2003 gaf Tuymans een publieke lezing in het Kunstverein Hannover en in 2004 gaf hij een lezing in het Museo Tamayo in Mexico City (met Gerrit Vermeiren), in het Mauritshuis in Den Haag, onder de titel On Peter Paul Rubens, in deSingel in Antwerpen als onderdeel van het programma Curating the Library, en in de Dresdner Bank in Berlijn tijdens de conferentie Europa eine Seele geben: Berliner Konferen für europaïsche Kulturpolitik.
In 2006 nam hij deel aan een kunstenaarspanel met Brice Marden, Francesco Clemente en Christopher Wool in het MoMA in New York en in 2008 gaf hij een lezing in het Haus der Kunst in München (Luc Tuymans: Arbeit und Praxis) en gaf hij de openingslezing in het Neues Museum Weserburg in Bremen op het symposium Arbeit der Bilder: Die Präzens der Bilde sim Dialog zwischen Psychoanalyse, Philosophie und Kunstwissenschaft.
In 2009, tijdens het Platform Project in Wiels in Brussel nam Tuymans deel aan de Interdisciplinary Conference in de NCCR, National Centres of Competence in Research in Bazel. In datzelfde jaar nam hij deel aan het colloquium Abschied und Gegenstand , en aan de Lambert Family Lecture, waar hij in gesprek ging met T.J. Clark in het Wexner Center in Columbus, Ohio.
In 2010 nam hij deel aan het symposium History, Violence, Disquiet, dat werd gehouden aan het MCA, Museum of Contemporary Art Chicago, en in 2011 voerde hij een gesprek met Rem Koolhaas, in La Loge in Brussel, onder de titel Construction Européenne.
In 2012 werd hij uitgenodigd op de Frieze Talks en in 2015 had hij een gesprek met Colin Chinnery in de Talbot Rice Gallery aan de University of Edinburgh.
In 2016 spark Tuymans tijdens de lezingenreeks Slade Contemporary Art Lecture Series 2015-16 aan de Slade School of Fine Art in Londen. In datzelfde jaar nam hij ook deel aan het rondetafelgesprek What About Painting Today aan LaM, Lille Métropole Musée d’art moderne, d’art contemporain et d’art brut, en had hij in Montreal een publiek gesprek met Kerry James Marshall.
In 2017 gaf Tuymans een lezing in het Migros Museum für Gegenwartskunst in Zürich, en samen met Gilane Tawadros aan het Royal College of Art in Londen en in 2018 gaf hij een publieke lezing over Andrzej Wróblewski in de David Zwirner Gallery in Londen.

## Tentoonstellingen (selectie)

### Solotentoonstellingen
Tussen 1985 en 2006 werden er meer dan 100 solotentoonstellingen georganiseerd met de schilderijen van Luc Tuymans, waaronder meer dan 70 internationale solotentoonstellingen.
De eerste tentoonstelling van Tuymans' schilderijen, voor de Belgian Art Review (1985), vond plaats in Oostende, in het leegstaande zwembad van het prestigieuze Thermae Palace. Tuymans koos voor Oostende vanwege James Ensor en Leon Spilliaert, twee schilders die een grote invloed hebben gehad op zijn eigen artistieke ontwikkeling en die door hun band met de stad het voor hem een spirituele betekenis gaven. Behalve zijn ouders en een handvol vrienden hebben maar weinig mensen de tentoonstelling gezien. Niettemin was ze van cruciaal belang, want het was de eerste keer dat Tuymans zijn werk buiten zijn studio zag. De volgende openbare tentoonstelling van Tuymans' werk werd in 1988 gehouden in Ruimte Morguen in Antwerpen en de eerste museumtentoonstellingen die exclusief aan zijn werk waren gewijd, werden in 1990 gehouden, in het PMMK, Provinciaal Museum voor Moderne Kunst in Oostende en in het S.M.A.K., Stedelijk Museum voor Actuele Kunst in Gent. In datzelfde jaar stelde hij voor het eerst tentoon in Zeno X, een galerie waar hij nog altijd mee samenwerkt.
Het jaar 1992 betekende de internationale doorbraak voor de carrière van Tuymans. Verschillende grote tentoonstellingen van zijn werk (in Kunsthalle Bern bijvoorbeeld) en zijn deelname aan Documenta IX vergrootten zijn internationale faam. Tuymans sloot deze eerste periode van zijn carrière in 1993 af met een retrospectieve in het Krefelder Kunstmuseen, in Krefeld, in de twee residentiële huizen, Haus Lange en Haus Esters, die waren omgebouwd tot hedendaagse kunstmusea. In 1994 werd zijn werk tentoongesteld in Portikus in Frankfurt am Main, een expo die doorreisde naar de David Zwirner Gallery in New York, de galerie van de kunstenaar in de VS. In datzelfde jaar was er een solotentoonstelling in de Art Gallery of York University in Toronto, die doorreisde naar The Renaissance Society van de University of Chicago, naar het ICA, Institute of Contemporary Arts in Londen en naar de Goldie Paley Gallery van het Moore College of Art and Design in Philadelphia.
In 2001 vertegenwoordigde Tuymans België op de Biënnale in Venetië en tussen 2004 en 2008 werden op verschillende plaatsen solotentoonstellingen georganiseerd gewijd aan Tuymans: in het Tate Modern in Londen (2004); in het Museu Serralves in Porto (2006); in het MAMCO, Museé d’Art Moderne et Contemporain in Genève (2006); in de Műcsarnok Kunsthalle in Boedapest (2007-2008); in de Zachęta National Gallery of Art in Warschau (2008) en in het Haus der Kunst in München (2008).
De eerste grote overzichtstentoonstelling van de kunstenaar in de VS opende in september 2009 in het Wexner Center for the Arts in Columbus, Ohio, en reisde daarna verder naar het San Francisco Museum of Modern Art, naar het Dallas Museum of Art en naar het Museum of Contemporary Art, Chicago. Deze retrospectieve reisde ook buiten de VS verder naar BOZAR, Paleis voor Schone Kunsten, in Brussel. In 2009 organiseerde hij een solotentoonstelling in het Wiels-centrum voor hedendaagse kunst te Vorst, Brussels Hoofdstedelijk Gewest. Voor deze expositie maakte hij een reeks van twintig nieuwe werken, genoemd Against the day waar het virtuele beeld van de nieuwe media, zoals reality-tv, een met een iPhone gemaakte foto en een online catalogus centraal staan. Daarna was deze tentoonstelling te zien bij Baibakov Art Projects in Moskou, en het Moderna Museet Malmö in Zweden.
In 2015 hield de kunstenaar de solotentoonstelling Intolerance in de QM Gallery Al Riwaq in Doha. In 2019 organiseerde Tuymans een tentoonstelling ging over de grimmige staat van de wereld, genoemd La Pelle. Deze solotentoonstelling met 80 schilderijen uit de periode 1986-2019 in het Palazzo Grassi in Venetië is ongetwijfeld de indrukwekkendste overzichtstentoonstelling die Luc Tuymans tot nu toe heeft gemaakt.

### Groepstentoonstellingen
Tussen 1985 en 2016 nam Tuymans ook aan meer dan 350 groepstentoonstellingen deel, waaronder meer dan 300 internationale expo’s.
In 1992 werd hij uitgenodigd om voor het eerst tentoon te stellen op Documenta IX in Kassel en in 2002 nam hij deel aan Documenta 11. Werk van Tuymans werd ook opgenomen in groepstentoonstellingen als: Infinite Painting: Contemporary Painting and Global Realism, die plaatsvond in de Villa Manin Centro d’Arte Contemporanea in Codroipo (2006); Essential Painting, in het National Museum of Art in Osaka (2006); Fast Forward: Collections for the Dallas Museum of Art, in het Dallas Museum of Art (2007); What is Painting? Contemporary Art From the Collection in het MOMA Museum of Modern Art in New York (2007); The Painting of Modern Life in de Hayward Gallery in Londen en in het Castle of Rivoli in Turijn (2007); Doing it My Way: Perspectives in Belgian Art in het Museum Küppersmühle für Moderne Kunst in Duisburg (2008); Collecting Collections: Highlights from the Permanent Collection of the Museum of Contemporary Art, Los Angeles in het Museum of Contemporary Art in Los Angeles (2008); Mapping the Studio: Artists from the François Pinault Collection in het Palazzo Grassi in Venetië (2009); en Compass in Hand: Selections from The Judith Rothschild Foundation Contemporary Drawings Collection in MOMA Museum of Modern Art in New York (2009-2010).

## Musea en publieke collecties (selectie)
- 21st Century Museum of Contemporary Art, Kanazawa, Japan
- Albright-Knox Art Gallery, Buffalo, New York
- Art Institute of Chicago, Chicago
- Berkeley Art Museum and Pacific Film Archive, University of California, Berkeley
- The Broad Contemporary Art Museum, Los Angeles
- Carnegie Museum of Art, Pittsburgh
- Centre Georges Pompidou, Parijs
- Dallas Museum of Art, Dallas
- Museum De Pont, Tilburg, Nederland
- Des Moines Art Center, Iowa
- Fonds Régional d’Art Contemporain, FRAC Auvergne, Clermont-Ferrand, Frankrijk
- Friedrich Christian Flick Collection, Hamburger Bahnhof -Museum für Gegenwart, Berlijn
- Fundacion de Serralves, Porto
- Hammer Museum, Los Angeles
- Hirshhorn Museum and Sculpture Garden, Washington, DC
- HVCCA Hudson Valley Center for Contemporary Art, Peekskill, New York
- The Israel Museum, Jerusalem, Jeruzalem
- Kunstmuseen Krefeld, Krefeld
- Mu.ZEE Kunstmuseum aan zee, Oostende
- Kunstmuseum Bern, Bern
- Kunstmuseum Wolfsburg, Wolfsburg
- LACMA Los Angeles County Museum of Art, Los Angeles
- Louisiana Museum of Modern Art, Humlebaek, Denmark
- Musée des Beaux-Arts de Nantes, Nantes
- Museum für Moderne Kunst, Frankfurt
- Museum van Hedendaagse Kunst Antwerpen, Antwerpen
- Museum of Contemporary Art (Chicago), Chicago
- MOMA Museum of Modern Art, New York
- Over Holland Collection, Nederland
- Philadelphia Museum of Art, Philadelphia
- Pinakothek der Moderne, München
- San Francisco Museum of Modern Art, San Francisco
- SMAK Stedelijk Museum voor Actuele Kunst, Gent
- Solomon R. Guggenheim Museum, New York
- Tate Modern, Londen

## Catalogue raisonné
In 2019 komt er een uitgebreide Catalogue Raisonné of Paintings, uitgegeven door kunsthistorica Eva Meyer-Hermann en gepubliceerd door de David Zwirner Gallery en Yale University Press. Tuymans' schilderijen vanaf 1972 - 564 in totaal - worden verdeeld over drie delen. Volume I bevat de 186 schilderijen die tussen 1972 en 1994 op doek of hout werden uitgevoerd. In Volume II staan 198 schilderijen op doek of, bij gelegenheid, polyester of vinyl uit de periode 1995-2006, en Volume III bundelt 180 werken op doek uit de periode 2007-2018.

## Positie in de kunstmarkt
Tuymans wordt in Antwerpen vertegenwoordigd door de galerie Zeno X en in New York door de David Zwirner Gallery. Volgens een artikel dat in 2019 door Artprice werd gepubliceerd, wordt 50% van zijn geveilde werken in de Verenigde Staten verkocht en 36% in het Verenigd Koninkrijk. In mei 2005 werd Sculpture (2000), uit Tuymans’ reeks Mwana Kitoko (Mooie blanke jongen) voor een recordprijs verkocht bij Christie’s in New York. In 2005 stond hij op plaats 184 in de ‘Top 500’ van verkopende kunstenaars, een ranglijst samengesteld door Artprice. Tuymans' veilingrecord dateert van de prestigieuze verkoop van hedendaagse kunst in mei 2013 bij Christie’s in New York, waar Rumour (2001) onverwacht de aandacht trok. Het werd het beste veilingresultaat ooit voor een hedendaagse Belgische kunstenaar (dwz geboren na 1945). Sindsdien worden voor zijn schilderijen steeds hogere bedragen neergeteld. Daardoor belandde Tuymans in 2016 op plaats 60 in de door ArtReview samengestelde lijst van 100 meest invloedrijke mensen in de kunstwereld. In 2019 kreeg Tuymans veel aandacht met zijn tentoonstelling La Pelle in het Palazzo Grassi in Venetië. De markt reageerde navenant en zijn werken werden op de secundaire kunstmarkt voor nog hogere bedragen verkocht; het werd een recordjaar voor de kunstenaar. In 2015 stond Tuymans op plaats 168 in de ‘Top 500’ van hedendaagse kunstenaars 2014/2015. In datzelfde jaar stond hij op plaats 75 in de ‘Top 500’ van best verkopende kunstenaars wereldwijd. Daardoor komt hij in de Top 100 terecht van meest succesvolle kunstenaars op de secundaire markt wereldwijd, met als gevolg dat hij vandaag wordt beschouwd als een van de meest succesvolle Europese kunstenaars, samen met de Italiaanse kunstenaars Rudolf Stingel en Maurizio Cattelan, de Belgische kunstenaar Harold Ancart en acht Duitse kunstenaars, onder anderen Albert Oehlen.

## Erkenning en onderscheidingen
In 2007 kreeg Tuymans uit handen van koning Albert II van België het ereteken van Commandeur in de Leopoldsorde, in 2013 werd hij buitenlands erelid van The American Academy of Arts and Letters in New York en van de Akademie der Künste in Berlijn. In 2019 ontving hij de eremedaille van het International Congress of Contemporary Painting (ICOCEP) in Porto, Portugal. Tuymans kreeg verschillende academische eretekens, waaronder een eredoctoraat voor algemene culturele verdienste uitgereikt in 2015 door het Royal College of Art in Londen, een eredoctoraat uitgereikt in 2014 door de University of Arts in Poznań en een eredoctoraat voor algemene culturele verdienste uitgereikt in 2006 door de Universiteit Antwerpen. In 2008 ontving Tuymans de award van de Stichting Max Beckmann in de Städelschule in Frankfurt. In 2000 was hij finalist voor de Vincent van Gogh Biennial Award for Contemporary Art in Europe en won hij de Coutts Contemporary Art Foundation Award in Zürich. In 2013 mocht Tuymans de Vlaamse Cultuurprijs voor Beeldende Kunst ontvangen, en in 2020 de Ultima voor Algemene Culturele Verdienste. In 1998 kreeg hij de tweejaarlijkse cultuurprijs Blanlin-Evrart van de Katholieke Universiteit Leuven. Voor zijn artistieke bijdrage in de strijd tegen AIDS ontving hij in 2013 de award van uitmuntendheid van AmfAR, The Foundation for AIDS Research Awards.

## Persoonlijk leven
Tuymans werd geboren op 14 juni 1958 in Mortsel, vlak bij Antwerpen. Tot op vandaag woont hij nog steeds in Antwerpen. Zijn vader, Antoon Tuymans, was een Belg en zijn moeder, Elisabeth Dam, was een Nederlandse. Terwijl hij in 1995 aan zijn eerste Amerikaanse expo werkte in The Renaissance Society in Chicago, ontmoette hij de Venezolaanse kunstenares Carla Arocha en vier jaar later, in 1999, trouwden ze.